# Färgelanda kommun
58°34′N 11°59′Ø / 58.567°N 11.983°Ø
Färgelanda kommune ligger i det svenske län Västra Götalands län i landskapet Dalsland. Kommunens administrationscenter ligger i Färgelanda. Søen og naturreservatet Gålsjön ligger i kommunen.

## Byer
Färgelanda kommune har fire byer

 (Indb. pr. 31. december 2005.)
| #  | By         | Indbyggere |
| -- | ---------- | ---------- |
| 1. | Färgelanda | 1.898      |
| 2. | Högsäter   | 744        |
| 3. | Ödeborg    | 615        |
| 4. | Stigen     | 411        |